# Stråtrövare

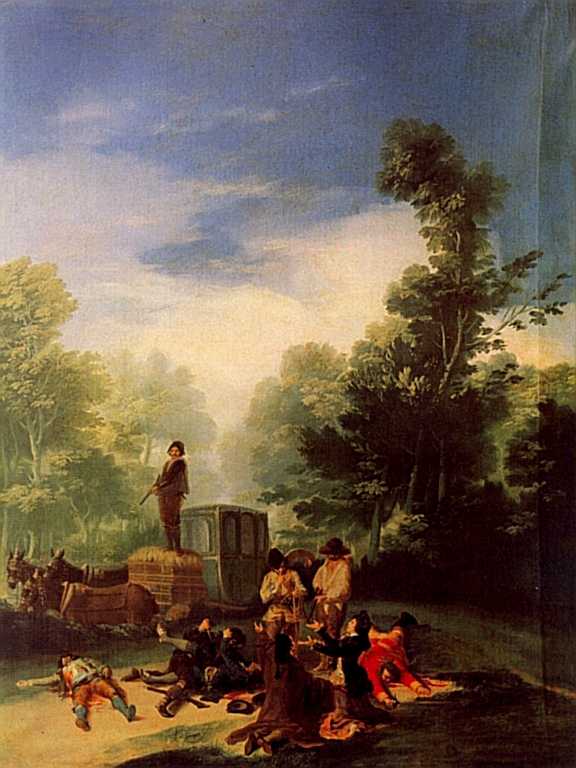
1700-talsmålning föreställande ett överfall mot hästvagn.

Stråtrövare är (främst historiskt) kriminella som överfaller eller rånar förbifarande utanför samhällen, främst via banad landsväg/farled, så kallade stråt. Det kan jämföras med dagens vägrånare.
Stråtrövare och stråtrövarband har funnits sedan urminnes tider och nämns bland annat i Bibeln.
Exempel på mer kända stråtrövare är bland andra Ned Kelly, Dick Turpin och Bill Miner. I litteraturen finns bland annat Robin Hood som överfaller de rika och ger till de fattiga samt Mattisrövarna i Astrid Lindgrens bok Ronja Rövardotter.